# Cappella di Piazza
La cappella di Piazza è il tabernacolo marmoreo che sorge ai piedi della Torre del Mangia in piazza del Campo a Siena, avanzato rispetto al profilo del palazzo comunale ed unico edificio sporgente rispetto alla superficie della piazza.

## Storia e descrizione
Fu edificata nel 1352 per ringraziare la Vergine Maria dello scampato pericolo della peste nera che aveva colpito la città nel 1348. La sua costruzione, iniziata da Domenico di Agostino, si protrasse a lungo: i pilastri d'angolo furono ricostruiti più volte e hanno assunto la loro forma attuale nel 1376 sotto la direzione di Giovanni di Cecco. All'epoca si trattava dei soli pilastri, con una semplice copertura a tetto. Le sculture inserite nelle nicchie gotiche dei pilastri furono eseguite solo fra il 1378 e il 1382 da Mariano d'Angelo Romanelli e Bartolomeo di Tommé detto Pizzino. Quest'ultimo realizzò il solo San Bartolomeo (in basso nel pilastro sinistro di fronte), mentre tutte le altre spettano al primo. I marmi nel recinto laterale, decorati da un bassorilievo alla pisana databile al XIII secolo, forse provengono dall'antica vasca battesimale del Duomo, smantellata quando venne creato il battistero. I marmi sul fronte vennero rifatti nel 1846 da Enea Becheroni.
La semplice tettoia che vi appoggiava fu sostituita da Antonio Federighi tra il 1461 e il 1468 con una volta rinascimentale retta su archi a tutto sesto; allo stesso autore si devono anche le decorazioni bizzarre e antichizzanti del coronamento.
Sopra l'altare, tra il 1537 e il 1539, Giovanni Antonio Bazzi detto Il Sodoma affrescò la Madonna con il Figlio e Dio Padre, i cui resti si conservano oggi nel Museo civico all'interno del Palazzo Pubblico. Le cancellate in ferro battuto sono trecentesche, opera di Conte di Iello Orlandi e Pietruccio di Betto.

## Altre immagini

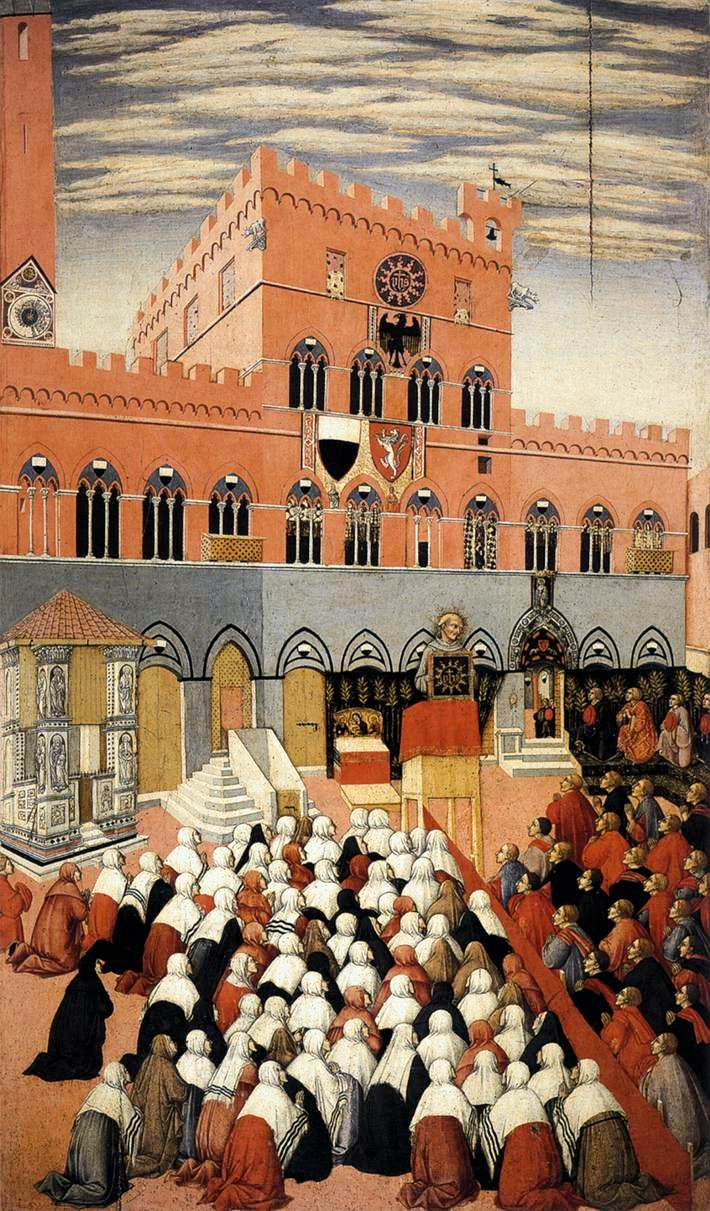
La cappella nella Predica di san Bernardino di Sano di Pietro (1445)
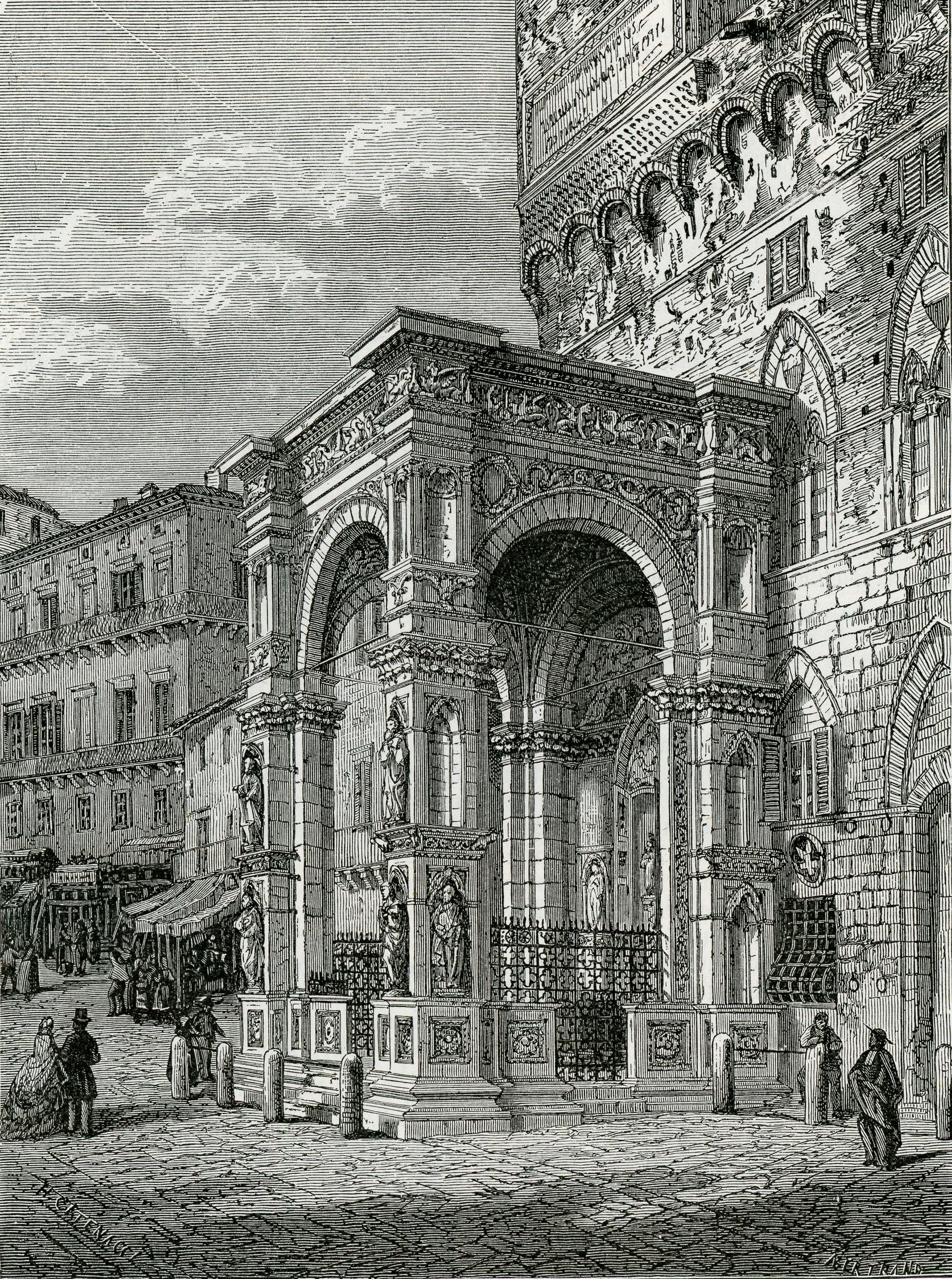
La cappella nel 1895
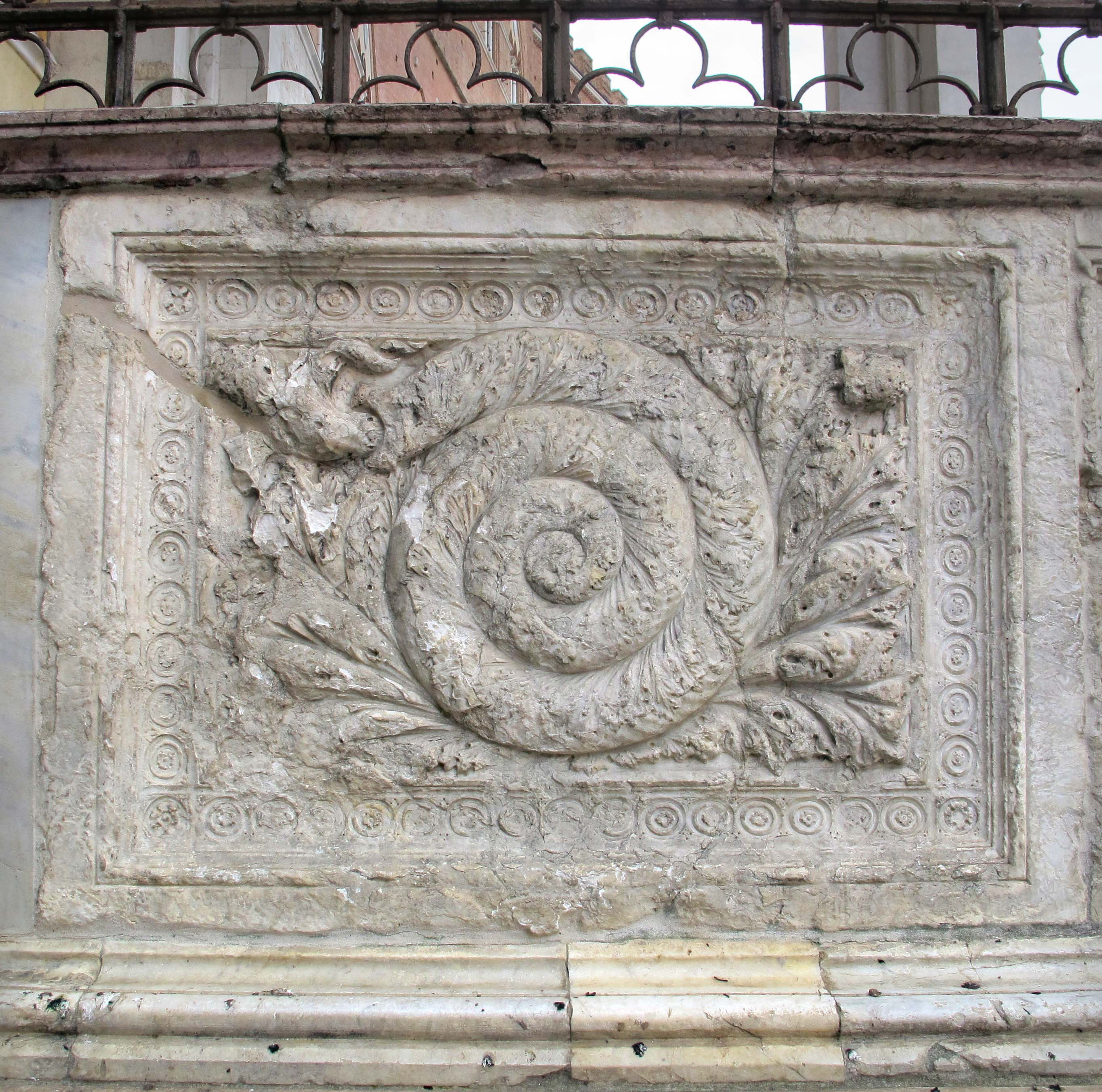
Bassorilievo del recinto
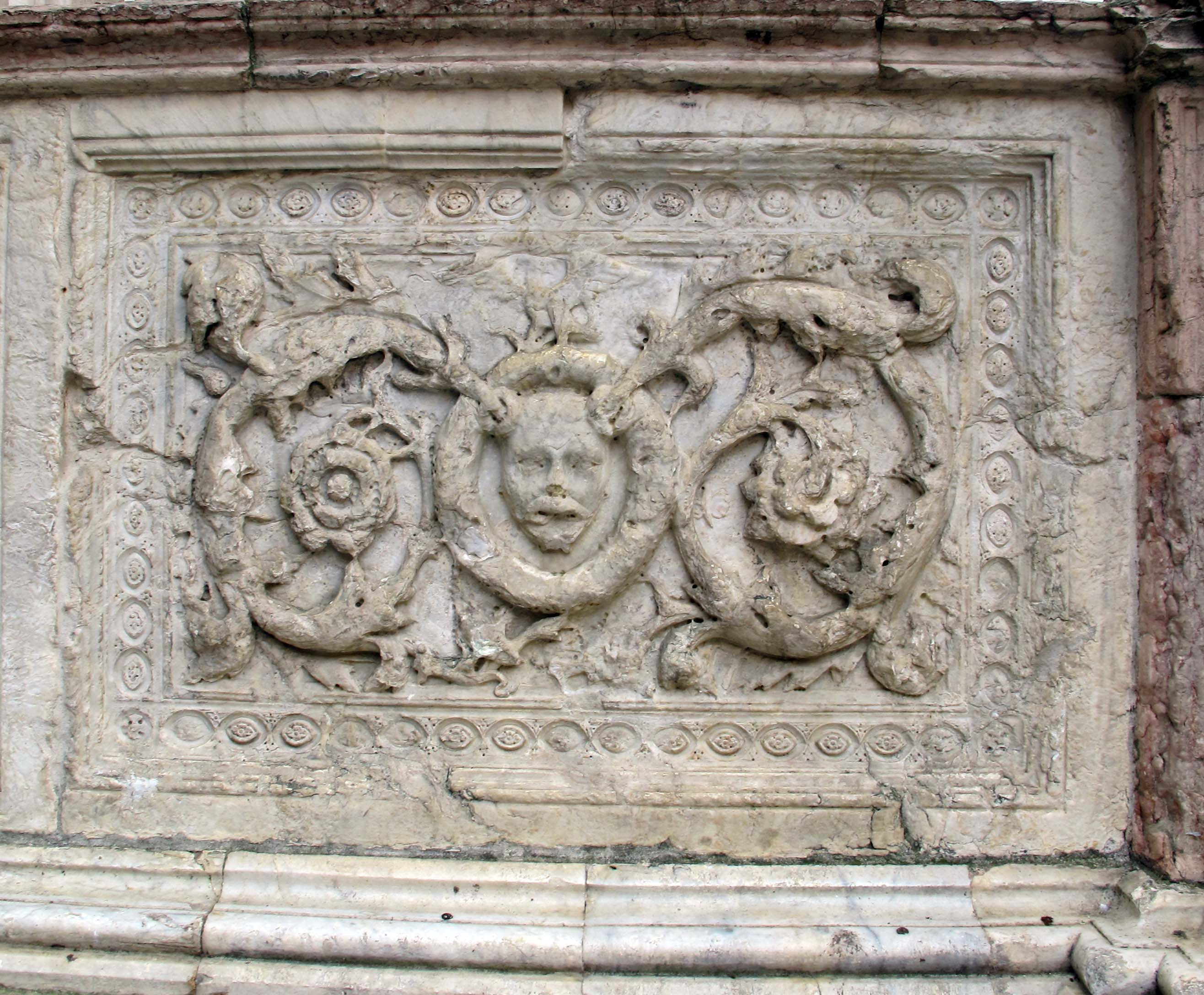
Bassorilievo del recinto
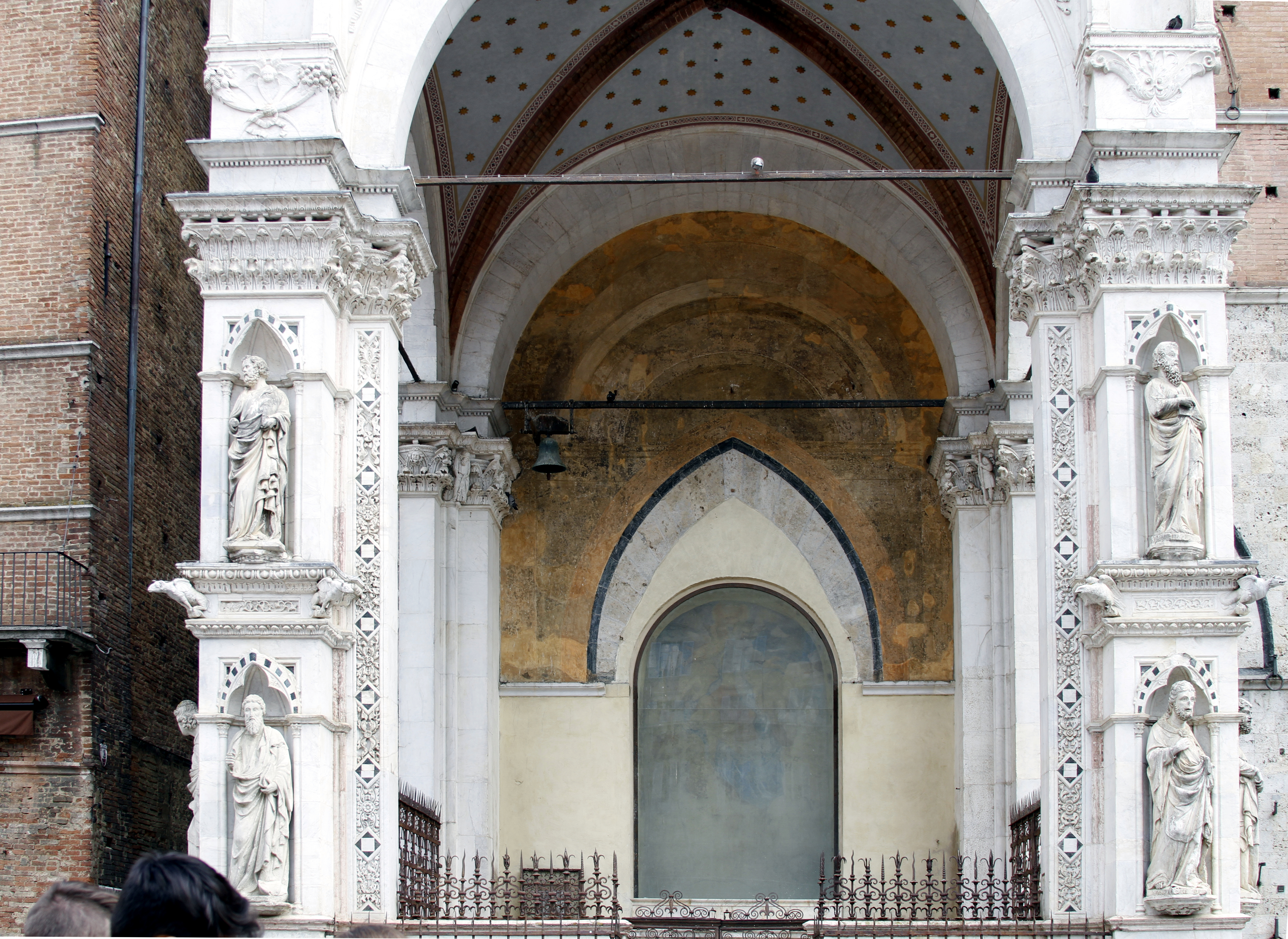
Interno
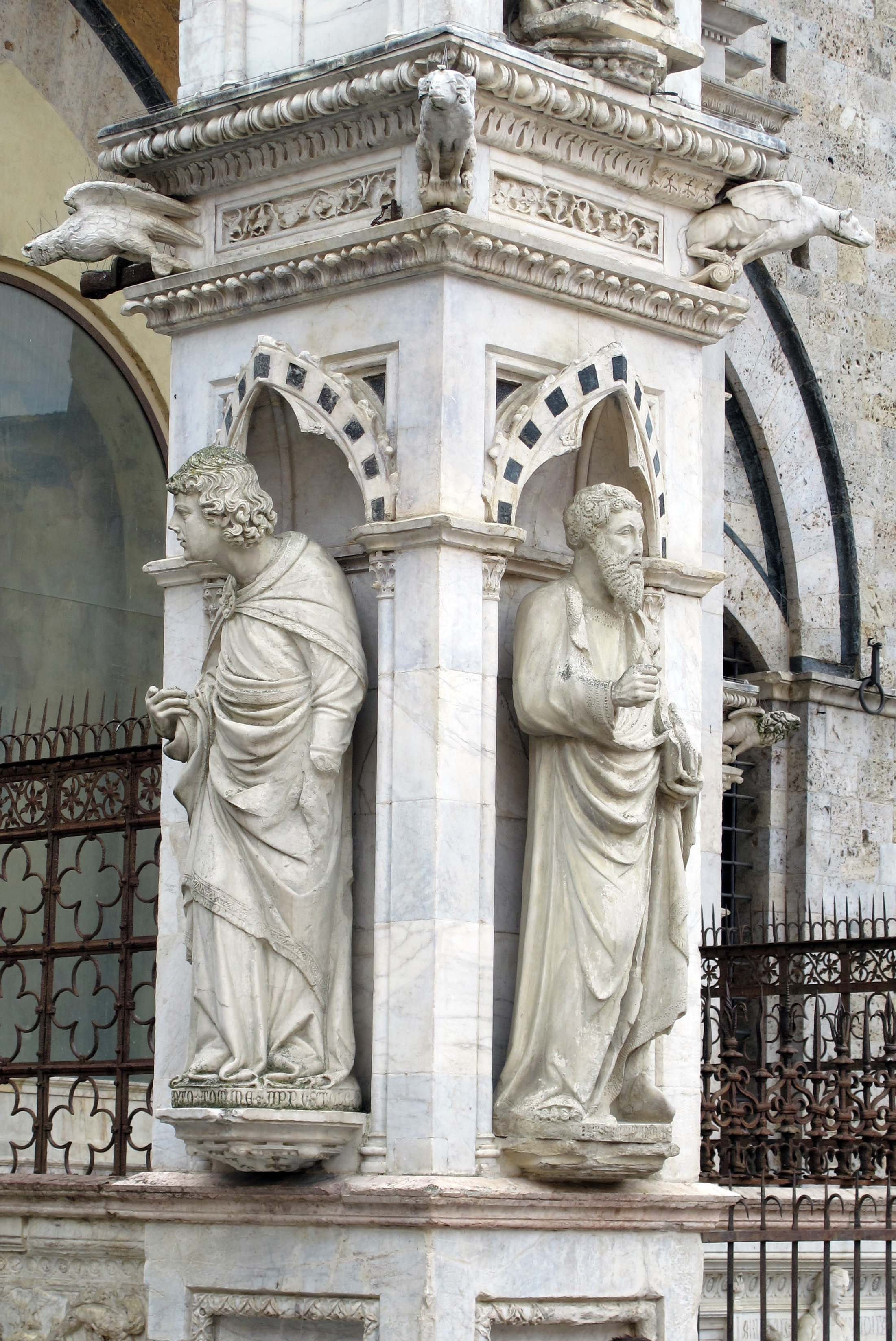
Statue trecentesche
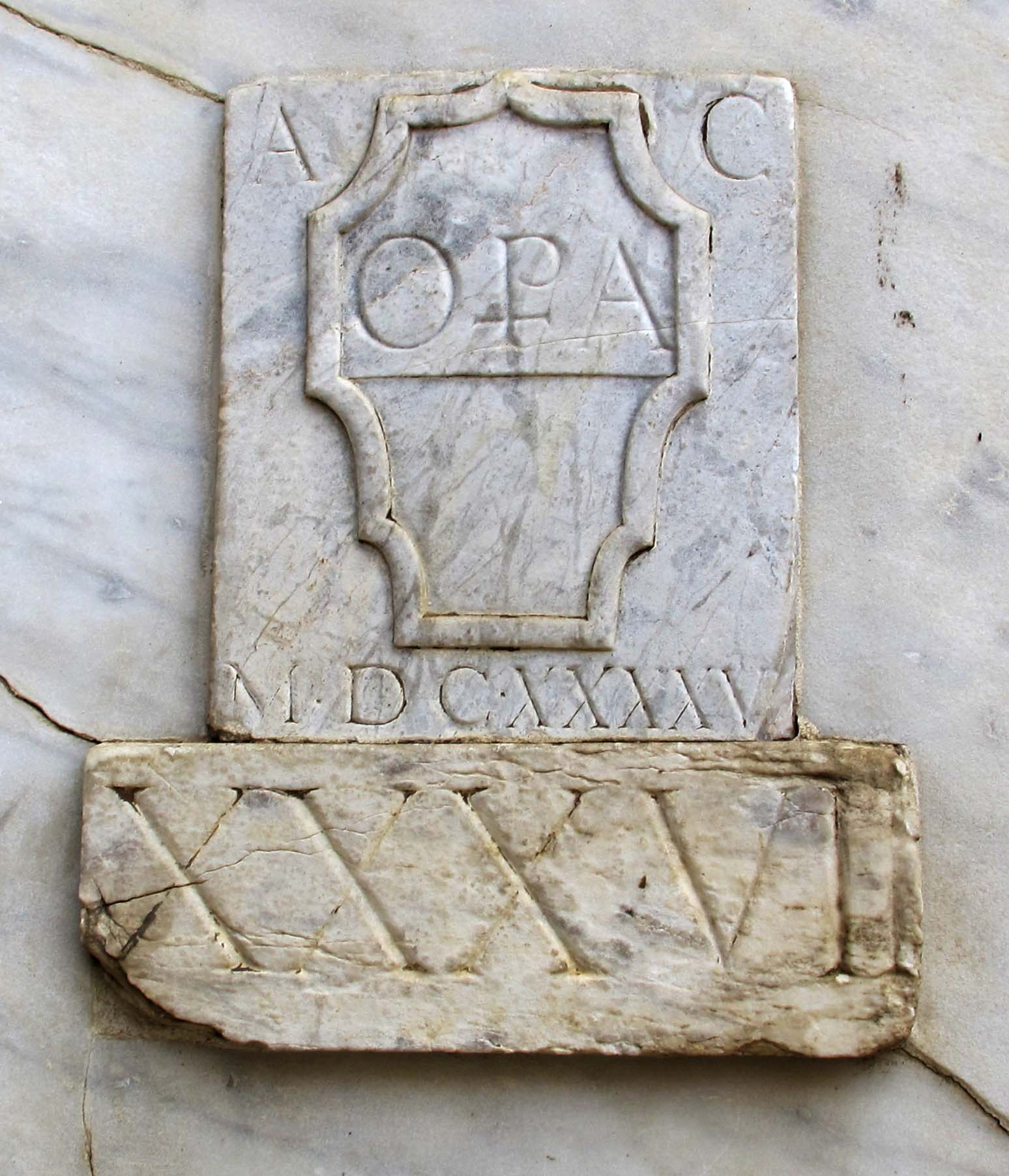
Stemma dell'Opera del Duomo